# Seo Ho-jin
Seo Ho-jin (kor. 서호진; ur. 11 czerwca 1983) – południowokoreański łyżwiarz szybki specjalizujący się w short tracku, mistrz olimpijski, medalista mistrzostw świata.
Wystąpił podczas igrzysk olimpijskich w Turynie w 2006 roku. Wziął udział w dwóch konkurencjach – w biegu sztafetowym zdobył złoty medal olimpijski (w koreańskiej sztafecie wystąpili również: Ahn Hyun-soo, Lee Ho-suk, Oh Se-jong i Song Suk-woo), a w biegu na 500 m został zdyskwalifikowany w rundzie kwalifikacyjnej. 
W 2005 roku zdobył srebrny medal mistrzostw świata w biegu sztafetowym, w latach 2004–2006 trzykrotnie stanął na podium drużynowych mistrzostw świata (zdobył dwa złote i jeden srebrny medal), w latach 2003–2005 wywalczył sześć medali zimowej uniwersjady (dwa złote, trzy srebrne i jeden brązowy), a w 2002 roku pięć medali mistrzostw świata juniorów (dwa złote, jeden srebrny i dwa brązowe).